# Movimento Nacionalista Revolucionário (Bolívia)
O Movimento Nacionalista Revolucionario (MNR) é um partido político boliviano fundado em 7 de junho de 1942 por Carlos Montenegro e cujo presidente foi seu cunhado, Augusto Céspedes. Governou a Bolívia através das Presidencias de Víctor Paz Estenssoro, Hernán Siles Zuazo e Gonzalo Sánchez de Lozada. Os presidentes Wálter Guevara Arze e Lidia Gueiler Tejada iniciaram suas carreiras políticas neste partido, mas depois fizeram cisões no partido.

## História

### Antecedentes
O MNR foi gestado após a Guerra do Chaco (1932-1935) entre Paraguai e Bolívia. Ao finalizar a guerra, com o consequente esgotamento militar e críticas a classe governante, surgem uma série de movimentos nacionalistas devido ao descontentamento com a situação.
Neste período subiram ao poder uma série de governos de curta duração (1935-1952), ao mesmo tempo que o MNR forja uma aliança entre a classe média e setores operários, elaborando um plano nacionalista que se realizaria com na tomada do poder, seja por meios democráticos ou através de uma ruptura institucional para acabar com o sistema político vigente.

### O MNR e a Revolução de 52
No ano de 1951 o Movimento Nacionalista Revolucionário obtêm um triunfo parcial nas eleições, com uma maioria simples. A Lei Eleitoral estabelecia que o Congresso Nacional deveria eleger o Presidente da República entre os três partidos políticos mais votados: o Movimento Nacionalista Revolucionario, o governista Partido de la Unión Republicana Socialista (PURS) e a Falange Socialista Boliviana. Neste ano se forma uma Junta Militar de Governo para evitar a chegada ao poder do MNR, mas este lançou mão de uma quartelada em 1952 para fazer valer o resultado eleitoral. Em La Paz e Oruro as massas saíram às ruas entre os dias 9 de abril e 11 de abril, derrotando o exército, mas com um saldo de 490 mortos. É formado um governo provisório a cargo de Hernán Siles Zuazo junto com Juan Lechín Oquendo, que assume o mandato até o regresso de Víctor Paz Estenssoro de seu exílio na Argentina.

### Pós-Redemocratização
Após o fim da ditadura militar boliviana, o MNR elegeu em 1985, para seu quarto e último governo, Víctor Paz Estenssoro. Nessa mesma época, o MNR deixou para trás sua linha nacionalista e passou a adotar políticas consideradas neoliberais, como reformas e privatizações. Esse processo se intensificou durante a década de 1990, nos governos de Gonzalo Sánchez de Lozada, com o partido enterrando de vez sua doutrina revolucionaria da década de 50, contando com amplo apoio internacional de instituições financeiras como o Fundo Monetário Internacional e o Banco Mundial.

## Divisões
Devido as lutas internas e diferenças ideológicas no interior do MNR várias outras organizações se cindiram dele:
- Movimento Nacionalista Revolucionario Auténtico (MNRA, em  1960), posteriomente Partido Revolucionario Auténtico (PRA) de Wálter Guevara Arze
- Partido Revolucionario da Izquierda Nacionalista (PRIN, em 1971) de Juan Lechín Oquendo e Lidia Gueiler Tejada
- Movimento Nacionalista Revolucionario de Izquierda (MNRI, em 1971) de Hernán Siles Zuazo
- Movimento Nacionalista Revolucionario Histórico (MNRH em 1978)
- Movimiento Nacionalista Revolucionario Unido (MNRH em 1980) formado pela ala direita do partido, fundado por Guillermo Bedregal Gutiérrez e Miguel Trigo Rodríguez
- Movimento Nacionalista Revolucionario - Vanguardia (MNRV em 1985), fundado por Carlos Serrate Reich, em 1989 mudou seu nome para Vanguardia Revolucionaria 9 de Abril